# Брложник
Брложник је насељено мјесто у општини Хан Пијесак, Република Српска, БиХ. Према прелиминарним подацима пописа становништва 2013. године, у насељу је живјело свега 25 становника.

## Историја
У селу се налази православна некропола стећака.

## Становништво
| Демографија | Демографија | Демографија |
| Година      | Становника  | Становника  |
| ----------- | ----------- | ----------- |
| 1948.       | 172         |             |
| 1953.       | 96          |             |
| 1961.       | 147         |             |
| 1971.       | 161         |             |
| 1981.       | 144         |             |
| 1991.       | 146         |             |